# Indianapolis Checkers
Die Indianapolis Checkers waren ein US-amerikanisches Eishockeyfranchise der International Hockey League in Indianapolis, Indiana. Die Spielstätte der Checkers war das Indiana State Fairgrounds Coliseum.

## Geschichte
Die Indianapolis Checkers wurden 1979 als Franchise der Central Hockey League gegründet, deren Meisterschaft sie 1982 und 1983 jeweils gewannen. Die Checkers füllten die Lücke, die die Auflösung der Indianapolis Racers aus der World Hockey Association 1978 in der Stadt verursacht hatte. Nach der Auflösung der CHL im Anschluss an die Saison 1983/84 wechselten die Indianapolis Checkers in die International Hockey League, in der sie drei Jahre lang teilnahmen und jeweils in der ersten Playoff-Runde ausschieden, ehe das Franchise 1987 nach Denver, Colorado, umgesiedelt wurde, wo es anschließend unter dem Namen Colorado Rangers am Spielbetrieb der IHL teilnahm.

## Saisonstatistik (IHL)
Abkürzungen: GP = Spiele, W = Siege, L = Niederlagen, T = Unentschieden, OTL = Niederlagen nach Overtime SOL = Niederlagen nach Shootout, Pts = Punkte, GF = Erzielte Tore, GA = Gegentore, PIM = Strafminuten
| Saison  | GP | W  | L  | T | OTL | SOL | Pts | GF  | GA  | Platz    | Playoffs                       |
| 1984–85 | 82 | 31 | 47 | 4 | 0   | —   | 69  | 264 | 318 | 8., IHL  | Niederlage in der ersten Runde |
| 1985–86 | 82 | 41 | 35 | 1 | 5   | —   | 88  | 296 | 303 | 5., West | Niederlage in der ersten Runde |
| 1986–87 | 82 | 37 | 38 | 0 | 7   | —   | 81  | 360 | 387 | 4., West | Niederlage in der ersten Runde |

## Team-Rekorde

### Karriererekorde (IHL)
| Spiele:       | 218 | Kanada             | Marc Magnan |
| Tore:         | 106 | Vereinigte Staaten | Bob Lakso   |
| Assists:      | 122 | Vereinigte Staaten | Bob Lakso   |
| Punkte:       | 228 | Vereinigte Staaten | Bob Lakso   |
| Strafminuten: | 876 | Kanada             | Marc Magnan |